# Zygothrica orientalis
Zygothrica orientalis är en tvåvingeart som beskrevs av David Grimaldi 1990. Zygothrica orientalis ingår i släktet Zygothrica och familjen daggflugor. Inga underarter finns listade i Catalogue of Life.